# Reinhardt Thomas (Leichtathlet)
Reinhardt Thomas, von World Athletics als Tomas Hilifa Rainhold geführt (* 7. Februar 1991), ist ein namibischer Langstreckenläufer, der sich auf Marathons und Halbmarathons spezialisiert hat.
Thomas war 2017 und 2018 jeweils namibischer Meister über die 5000 und 10.000 Meter. Er nahm an den Leichtathletik-Weltmeisterschaften 2019 teil und erzielte im Marathonlauf Platz 17. Zuvor gewann er erstmals den Navachab-Halbmarathon in seinem Heimatland.
Bei den Olympischen Sommerspielen 2020 in Tokio wurde Thomas 42. über die Marathondistanz. Bei den Commonwealth Games 2022 lief Thomas auf den 13. Rang.
2024 gewann Thomas in 2:18:18 h den Rössing-Marathon.

## Persönliche Bestzeiten
- 5000 Meter: 14:33,79 Minuten, Windhoek, 20. April 2018
- 10.000 Meter: 31:01,50 Minuten, Windhoek, 22. April 2017
- Halbmarathon: 1:03:14 Stunden, Port Elizabeth, 28. Juli 2018
- Marathon: 2:14:14 Stunden, Hamburg-Marathon, Hamburg, 28. April 2019